# Lichenochora coppinsii
Lichenochora coppinsii är en lavart som beskrevs av Etayo & Nav.-Ros. 2008. Lichenochora coppinsii ingår i släktet Lichenochora, ordningen Phyllachorales, klassen Sordariomycetes, divisionen sporsäcksvampar och riket svampar.   Inga underarter finns listade i Catalogue of Life.